# Olle Lanner
Olof Gustaf Reinhold (Olle) Lanner (Stora Tuna, 30 december 1884 - Stockholm, 26 juli 1926) was een Zweeds turner.
Lanner won tijdens de Olympische Zomerspelen 1908 in Londen de gouden medaille met het Zweedse ploeg op de meerkamp.

## Olympische Zomerspelen
| Jaar | Plaats | Resultaten |
| ---- | ------ | ---------- |
| 1908 | Londen | team       |